# ザ・フィールド
ザ・フィールド（The Field）は、ストックホルム出身のテクノ・ミュージシャン、DJである。本名はアクセル・ウィルナー（Axel Willner）。
透明感溢れるシンセサイザーを基調とした幻想的なミニマル・ループが特徴的で、叙情的で美しい旋律はアンビエントとテクノをクロスオーバーし、なおかつハウスのフィルターを通した独特の世界観を作品に反映している。
ミシェル・マイヤー（Michel Mayer）が主宰するドイツの名門レーベル、コンパクトから、2005年にEP『Things Keep Falling Down』をリリース。ザ・フィールドの世界観を詰め込んだこのEPは、CISCO RECORDS（渋谷にあったレコード店）のチャートでも23位にランキングされるなど、その後のコンパクトにおけるアンビエント路線を決定付ける軌跡となる。
翌年5月にシングル「Sun & Ice」をリリース。ボーダー・コミュニティー やトラウムといったレーベルの成功によってディープ・ミニマルやアンビエントが市民権を獲得してきた時期であり、クラブのフロアではヘビープレイされ、リリースから1年過ぎてもなおCISCO RECORDSのチャートにランキングされるなどロングラン・ヒットを記録した。
2007年にはファースト・アルバム『フロム・ヒア・ウィ・ゴー・サブライム』をリリース。
ポップノーネームらのリミキサーとしても活動するなど、活躍の幅を着実に広げている。
2009年の朝霧JAMで来日し、初日のMOONSHINE STAGEのトリを務めた。

## ディスコグラフィ

### アルバム
- 『フロム・ヒア・ウィ・ゴー・サブライム』 - From Here We Go Sublime (2007年)
- 『イエスタデイ・アンド・トゥデイ』 - Yesterday and Today (2009年)
- 『ルーピング・ステート・オブ・マインド』 - Looping State of Mind (2011年)
- 『キューピッズ・ヘッド』 - Cupid's Head (2013年)
- 『フォロアー』 - The Follower (2016年)
- 『インフィニット・モーメント』 - Infinite Moment (2018年)

### EP
- Things Keep Falling Down (2005年)
- Sound of Light (2007年、Heartbeats International)
- Yesterday and Today Remixe (2009年)
- Looping State of Mind Remixe (2012年)
- Cupid's Head Remixe I (2014年)
- Cupid's Head Remixe II (2014年)

### シングル
- "Annie" (2005年)
- "Sun & Ice" (2006年)
- "The More That I Do" (2009年)
- "Reflecting Lights Remixe" (2016年)
- "Who Goes There" (2018年)